# غورغياس (حوار)
غورغياس (باليونانية: Γοργίας)‏ هو حوار سقراطي كتبه أفلاطون حوالي 380 قبل الميلاد. في هذا الحوار، يسعى سقراط نحو التعريف الحقيقي للبلاغة، في محاولة لتحديد جوهر البلاغة والكشف عن عيوب الخطابة السفسطائية التي كانت شائعة في أثينا وقتها. واعتبر فن الإقناع ضروريا لتحقيق المكاسب السياسية والقانونية في أثينا الكلاسيكية، وأعلن البلغاء عن أنفسهم كمعلمين هذه المهارة الأساسية. وبعضهم، مثل غورغياس، كانوا أجانب انجذبوا إلى أثينا بسبب سمعتها وتطور الفكر والثقافة فيها. في حوار غورغياس، يقول سقراط أن الفلسفة هي فن، في حين أن الخطاب هو مهارة تستند إلى الخبرة فقط. ويرى سقراط أن الخطابة هي مجرد تملق. ومن أجل استخدام الخطابة في الخير فلا يمكن أن تكون وحدها؛ ويجب أن تعتمد على الفلسفة لتوجيه أخلاقيتها. لذلك يعتقد سقراط أن الأخلاق ليست متأصلة في الخطاب وأنه بدون الفلسفة فإن الخطاب يستخدم ببساطة لتحقيق مكاسب شخصية. ويذكر سقراط انه أحد قلة (ولكن ليس الوحيد) من الأثينيين الذين يمارسون السياسة الحقيقية.

## روابط خارجية
- غورغياس على موقع الموسوعة البريطانية (الإنجليزية)